# 出口雄大
出口 雄大（でぐち ゆうだい、1971年9月23日 - ）は、兵庫県尼崎市出身の元プロ野球選手（外野手）。
本名及び旧登録名は出口 幸夫（でぐち ゆきお）。

## 来歴・人物
神戸弘陵高時代は、3年次の1989年に第71回全国選手権に出場。初戦の2回戦の佐賀商業高等学校戦で、1回表先頭打者本塁打を放つなど、同校の甲子園初勝利に貢献し、3回戦まで進出した。
1989年のNPBドラフト会議ではどの球団からも指名されなかったが、ドラフト外で読売ジャイアンツ（巨人）に入団。

### 巨人時代
巨人入団時の背番号は99。初年度は選手登録されるも練習生扱いで、翌1991年より背番号を66に改める。入団5年目まで一軍出場はなかった。二軍（イースタン・リーグ）では主に二塁手として出場していたが、強肩を活かして外野手にも取り組み、後に外野手登録に切り替わった。
1994年に登録名を出口 雄大に変更。
1995年に初となる一軍出場を果たす。初打席本塁打デビューを果たした。
1996年はオープン戦から結果を残し、開幕一軍ベンチ入りを果たし、開幕戦では代打で出場し安打を記録した。開幕二戦目にはスタメンで出場。主に左投手が相手の時には先発出場し自己最多の73試合に出場。層の厚い外野布陣であったが、代走・守備要員として一軍に定着したが、その後は高橋由伸が入団するなど巨人の外野布陣はさらに厚くなった。
1998年シーズン終了後、戦力外通告を受ける。

### ダイエー・ソフトバンク時代
福岡ダイエーホークスの入団テストに合格し入団。背番号は62。毎年開幕ベンチには入るものの、運悪く故障して二軍（ウエスタン・リーグ）に降格するというパターンを繰り返す。同じパターンを繰り返していた同時テスト合格の森山一人と毎年のように整理要員となるものの監督の王貞治からの信頼は厚く、「ちゃんと出場すれば打率2割8分、15本塁打は堅い」と言われていた。
2001年にダイエー移籍後初安打。
2002年には秋山幸二の引退宣言もあり、夏場からはライトのレギュラーを獲得する。
2003年は、それまで打撃に関してはやや非力だった村松有人が打ち出したため、レギュラーの座は明け渡したが、左投手用の代打や守備要員として一軍に定着する。後半戦は村松が故障離脱し、代役として出場を続けた。阪神タイガースとの日本シリーズでも、甲子園球場での第5戦で1番・右翼手として先発出場した。持病のヘルニアに悩まされ、満足にバットを振れない中でもレギュラー争いを演じた。
2004年からは背番号も1桁の4となった。
2005年には大村直之のFA入団、同年齢で前年テスト入団の宮地克彦の活躍により、開幕ベンチを失う。5月に一度一軍に上がったものの、5月19日の福岡ドームでの古巣・巨人戦における右翼守備で、二岡智宏の打球にダイビングキャッチを試みた際、ボールを蹴ってランニングホームランにしてしまうという失態を犯してしまい、9月まで一軍には呼ばれなかった。
2005年シーズン終了後、戦力外通告を受けた。12球団合同トライアウトに臨むものの、獲得意思を示した球団はなく、現役を引退。この様子は、2005年12月28日にTBSで放送された『プロ野球戦力外通告・クビを宣告された男達』の中で紹介された。

### 引退後
2007年から、ホークスジュニアアカデミーのコーチを務める。過去にはTOKYO MXの解説を務めた。
現在では、ホークスジュニアアカデミーが主催する「ホークスジュニアベースボールスクール」の講師などの活動を行っている。

## 人物
ホークスでは、同期の鳥越裕介、田之上慶三郎、宮地克彦らと非常に仲がよく、「71年会」と呼ばれた。
コンバット満からは、川﨑宗則が一軍定着するまで「ホークスで一番の男前」と言われていた。
鏡礼子（元B.C.G.）は元妻。

## 詳細情報

### 年度別打撃成績
| 年 度      | 球 団                 | 試 合 | 打 席 | 打 数 | 得 点 | 安 打 | 二 塁 打 | 三 塁 打 | 本 塁 打 | 塁 打 | 打 点 | 盗 塁 | 盗 塁 死 | 犠 打 | 犠 飛 | 四 球 | 敬 遠 | 死 球 | 三 振 | 併 殺 打 | 打 率 | 出 塁 率 | 長 打 率 | O P S |
| ---------- | --------------------- | ----- | ----- | ----- | ----- | ----- | -------- | -------- | -------- | ----- | ----- | ----- | -------- | ----- | ----- | ----- | ----- | ----- | ----- | -------- | ----- | -------- | -------- | ----- |
| 1995       | 巨人                  | 9     | 24    | 19    | 3     | 5     | 1        | 0        | 1        | 9     | 4     | 2     | 2        | 0     | 0     | 5     | 0     | 0     | 6     | 0        | .263  | .417     | .474     | .890  |
| 1996       | 巨人                  | 73    | 84    | 72    | 6     | 16    | 5        | 1        | 1        | 26    | 9     | 5     | 3        | 6     | 0     | 6     | 0     | 0     | 23    | 1        | .222  | .282     | .361     | .643  |
| 1997       | 巨人                  | 7     | 4     | 4     | 0     | 0     | 0        | 0        | 0        | 0     | 0     | 0     | 0        | 0     | 0     | 0     | 0     | 0     | 1     | 0        | .000  | .000     | .000     | .000  |
| 1998       | 巨人                  | 6     | 2     | 2     | 0     | 0     | 0        | 0        | 0        | 0     | 0     | 2     | 0        | 0     | 0     | 0     | 0     | 0     | 1     | 0        | .000  | .000     | .000     | .000  |
| 1999       | ダイエー ソフトバンク | 14    | 7     | 7     | 1     | 0     | 0        | 0        | 0        | 0     | 0     | 1     | 0        | 0     | 0     | 0     | 0     | 0     | 4     | 0        | .000  | .000     | .000     | .000  |
| 2000       | ダイエー ソフトバンク | 11    | 7     | 4     | 7     | 0     | 0        | 0        | 0        | 0     | 0     | 3     | 0        | 2     | 0     | 1     | 0     | 0     | 3     | 0        | .000  | .200     | .000     | .200  |
| 2001       | ダイエー ソフトバンク | 6     | 7     | 7     | 0     | 1     | 0        | 0        | 0        | 1     | 0     | 0     | 0        | 0     | 0     | 0     | 0     | 0     | 1     | 0        | .143  | .143     | .143     | .286  |
| 2002       | ダイエー ソフトバンク | 57    | 177   | 153   | 25    | 41    | 7        | 1        | 6        | 68    | 24    | 1     | 5        | 8     | 0     | 16    | 0     | 0     | 46    | 1        | .268  | .337     | .444     | .782  |
| 2003       | ダイエー ソフトバンク | 60    | 142   | 125   | 30    | 32    | 9        | 2        | 3        | 54    | 14    | 3     | 0        | 2     | 2     | 13    | 0     | 0     | 34    | 1        | .256  | .321     | .432     | .753  |
| 2004       | ダイエー ソフトバンク | 61    | 179   | 147   | 21    | 32    | 11       | 1        | 2        | 51    | 17    | 1     | 2        | 7     | 0     | 23    | 0     | 2     | 28    | 3        | .218  | .331     | .347     | .678  |
| 2005       | ダイエー ソフトバンク | 10    | 8     | 6     | 1     | 2     | 1        | 0        | 0        | 3     | 0     | 0     | 0        | 1     | 0     | 1     | 0     | 0     | 1     | 0        | .333  | .429     | .500     | .929  |
| 通算：11年 | 通算：11年            | 314   | 641   | 546   | 94    | 129   | 34       | 5        | 13       | 212   | 68    | 18    | 12       | 26    | 2     | 65    | 0     | 2     | 148   | 6        | .236  | .319     | .388     | .707  |

- ダイエー（福岡ダイエーホークス）は、2005年にソフトバンク（福岡ソフトバンクホークス）に球団名を変更

### 記録
- 初出場・初先発出場：1995年9月19日　対中日ドラゴンズ19回戦（東京ドーム）、7番・二塁手として先発出場
- 初打席・初安打・初打点・初本塁打：同上、2回裏に今中慎二から左越先制決勝2ラン　※史上35人目の初打席初本塁打
- 初盗塁：同上、5回裏に二盗（投手：小島弘務、捕手：吉鶴憲治）

### 背番号
- 99 （1990年）
- 66 （1991年 - 1998年）
- 62 （1999年 - 2003年）
- 4 （2004年 - 2005年）

### 登録名
- 出口 幸夫 （でぐち ゆきお、1990年 - 1993年）
- 出口 雄大 （でぐち ゆうだい、1994年 - 2005年）